# Eli Wallach
Eli Wallach (7. prosince 1915 Brooklyn, New York, USA – 24. června 2014 USA) byl americký herec, držitel ceny Tony a ceny Emmy.

## Biografie

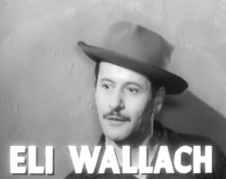
Eli Wallach (1956)

Pocházel z polské židovské rodiny, která imigrovala do Ameriky. Vystudoval historii, herectví, umění a pedagogiku. Bakalářský titul získal na University of Texas v Austinu a magisterský na School of Education (pedagogické fakultě) City College of New York. Za druhé světové války sloužil ve Francii.
V amatérských souborech hrál už od roku 1930. V roce 1945 začal hrát na Broadwayi a v roce 1951 si vysloužil divadelní cenu Tony Award, a to za roli Alvara Mangiaca ve hře Tennessee Williamse Tetovaná růže (The Rose Tattoo). Na divadelních jevištích hrál často spolu se svou manželkou Anne Jacksonovou, s níž žil od roku 1948. Jejich synem je vedoucí speciálních efektů Peter Wallach.
Ve filmu začal hrát poprvé v roce 1956, a to ve snímku Baby Doll, opět podle Tennessee Williamse. Za tuto roli získal britskou cenu BAFTA pro nejlepší vycházející hvězdu a byl nominován na Zlatý glóbus za nejlepší mužský herecký výkon ve vedlejší roli.
Jeho první velkou filmovou rolí, a patrně i světově nejznámější, se stala role ve známém westernovém filmu Sedm statečných z roku 1960, kde hrál vůdce zločinecké bandy Calveru. Jeho nejlegendárnější rolí je ale postava Ošklivého či Tuca ve filmu Hodný, zlý a ošklivý z roku 1966.
Ačkoli byl obsazován spíše do záporných rolí, např. v roce 2000 si zahrál rabína v komedii Rabín, kněz a krásná blondýna. Naposledy hrál v roce 2010 v thrilleru Romana Polanského Muž ve stínu.
V roce 1967 získal cenu Emmy za roli v televizním filmu Máky jsou také květy (The Poppy is Also a Flower). Namlouval také komentáře k řadě dokumentárních filmů.
Nebyl nikdy nominován na Oscara, ale krátce před svými 95. narozeninami obdržel v listopadu 2010 cenu Akademie za celoživotní dílo.
Zemřel ve vysokém věku 98 let dne 24. června 2014.

## Filmografie

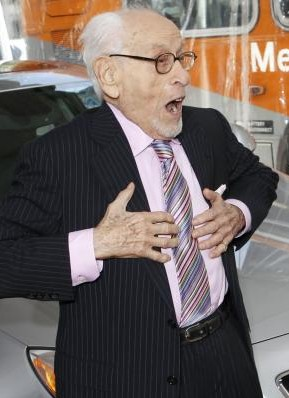
Eli Wallach, TCM Classic Film Festival, 2010

Výběr z Wallachovy herecké filmografie:
- 1960 Sedm statečných
- 1961 Mustangové
- 1962 Jak byl dobyt Západ
- 1963 Vítězové
- 1966 Jak ukrást Venuši
- 1966 Hodný, zlý a ošklivý
- 1969 Velký šéf
- 1969 Mackennovo zlato
- 1975 Nejdřív střílej, pak se ptej
- 1977 Hlubina
- 1980 Lovec
- 1981 Salamandr
- 1990 Kmotr III.
- 2000 Rabín, kněz a krásná blondýna
- 2003 Tajemná řeka
- 2006 Prázdniny
- 2010 Muž ve stínu